# Stratiomys rubricornis
Stratiomys rubricornis är en tvåvingeart som först beskrevs av Mario Bezzi 1896.  Stratiomys rubricornis ingår i släktet Stratiomys och familjen vapenflugor.
Artens utbredningsområde är Italien. Inga underarter finns listade i Catalogue of Life.